# Malcolm Mortimore
Malcolm Mortimore (* 16. Juni 1953) ist ein britischer Schlagzeuger.

## Werdegang
Malcolm Mortimore war von 1971 bis 1972 Mitglied der Band Gentle Giant und ist auf dem Album Three Friends zu hören. Er spielte einen freien, verschrobenen und komplexen Stil, der einen Gegensatz zu den Stilen der beiden anderen Schlagzeuger von Gentle Giant, Martin Smith (1970–71) und John Weathers (1972–1980), bietet.
Nach der Veröffentlichung von Three Friends hatte Mortimore einen Motorradunfall und war aufgrund eines gebrochenen Arms vorerst nicht einsatzbereit. Die Band ersetzte ihn durch Weathers.
Nachdem Mortimore sich erholt hatte, begann er in der Band G.T. Moore and the Reggae Guitars zu spielen. Im Jahre 1996 spielte er auf Rock the Zydeco von Chris Jagger, 2000 auf Arthur Browns Album Tantric Lover.
Seit 2008 spielt Mortimore in der Band Three Friends, in der mit Gary Green und Kerry Minnear zwei weitere ehemalige Gentle-Giant-Mitglieder spielen und die unter anderem Gentle-Giant-Stücke aufführt.
Seit 2020 spielt er bei Colosseum.